# Parafia bł. Edwarda Detkensa spośród stu ośmiu Męczenników w Warszawie
Parafia bł. Edwarda Detkensa spośród stu ośmiu Męczenników w Warszawie – parafia rzymskokatolicka należąca do dekanatu bielańskiego, archidiecezji warszawskiej, metropolii warszawskiej Kościoła katolickiego, w Warszawie. Obsługiwana przez księży diecezjalnych.

## Historia
Parafia została erygowana w 1999. 

### Kościół parafialny
Obecny kościół parafialny (pw. Niepokalanego Poczęcia Najświętszej Marii Panny, św. Józefa i św. Ambrożego) został wybudowany w latach 1669–1710 i wchodzi w skład zespołu klasztornego kamedułów na Bielanach.

## Proboszczowie
- ks. Wojciech Drozdowicz (od 1999)